# رشيد آية
رشيد آية (4 يونيو 1990 في ماليزيا - ) هو لاعب كرة قدم ماليزي في مركز الوسط. شارك مع منتخب ماليزيا لكرة القدم. أما مع النوادي، فقد لعب مع نادي جوهر دار التعظيم ونادي جوهر درول تقسيم 2 وSarawak FA State Football Team ‏ وفيلدا يونايتد وKuala Lumpur Football Association ‏.

## وصلات خارجية
- رشيد آية على موقع قاعدة بيانات كرة القدم.إي يو (الإنجليزية)
- رشيد آية على موقع Soccerway.com (الإنجليزية)